# Liste der Monuments historiques in Saint-Martin-l’Ars
Die Liste der Monuments historiques in Saint-Martin-l’Ars führt die Monuments historiques in der französischen Gemeinde Saint-Martin-l’Ars auf.

## Liste der Bauwerke
| Bezeichnung                        | Beschreibung                  | Standort | Kennzeichnung | Schutzstatus | Datum | Bild           |
| ---------------------------------- | ----------------------------- | -------- | ------------- | ------------ | ----- | -------------- |
| Kloster Notre-Dame de la Réau      | Erbaut ab dem 12. Jahrhundert | (Lage)   | PA00105700    | Classé       | 1941  | weitere Bilder |
| Dolmen Villaigue A und Villaigue B |                               | (Lage)   | PA00105701    | Inscrit      | 1980  |                |

## Liste der Objekte
- Monuments historiques (Objekte) in Saint-Martin-l’Ars in der Base Palissy des französischen Kultusministeriums